# Ctesibius eumolpoides
Ctesibius eumolpoides is een keversoort uit de familie withaarkevers (Dascillidae). De wetenschappelijke naam van de soort is voor het eerst geldig gepubliceerd in 1897 door Champion.